# Daraa (província)
A província de Dara ou de Daraa (em árabe: مُحافظة درعة) é uma das quatorze províncias (muhafazat) da Síria. Está situada na porção sudoeste do país e cobre uma área de 3 730 km². O distrito possui uma população de 916 000 habitantes (estimativa de 2007). A capital é Daraa.
Até 1956 essa região se chamava Houran. Lá situa-se Khabab, cidade milenar, conhecida por suas ruínas romanas. Khabab é uma das poucas cidades católicas de toda a Síria, sendo seu padroeiro São Jorge. Conta com uma notável estação ferroviária.

## Distritos
Subdivide-se em três distritos:
- As-Sanamain (em árabe: منطقة الصنمين‎), situado ao norte, cuja capital tem o mesmo nome;
- Ezraa (em árabe: منطقة ازرع‎), no centro, de capital também homônima;
- Distrito de Daraa (em árabe: منطقة درعا‎), ao sul.